# Lista de parques estaduais da Louisiana
Lista dos parques estaduais da Louisiana, Estados Unidos.
- Bayou Segnette State Park
- Chicot State Park
- Cypremort Point State Park
- Fairview-Riverside State Park
- Fontainebleau State Park
- Grand Isle State Park
- Caney Lake/Jimmie Davis State Park
- Lake Bistineau State Park
- Lake Bruin State Park
- Lake Claiborne State Park
- Lake D'Arbonne State Park
- Lake Fausse Pointe State Park
- North Toledo Bend State Park
- Poverty Point Reservoir State Park
- St. Bernard State Park
- Sam Houston Jones State Park
- South Toledo Bend State Park
- Tickfaw State Park